# 萨孤延
薛孤延（?—?），代人。薛孤（一作薩孤）是部落名，以部為姓。南北朝时期北魏、東魏、北齐軍人。
薛孤延勇決善戰。韓楼之乱，薛孤延在他麾下。後与王怀密计討伐韓楼，韓楼部将乙弗醜得知，于是薛孤延奮战击败乙弗醜，归顺北魏。行台劉貴推薦他为都督，加征虜将軍，封永固县侯。後来在高欢属下为都督，从高欢起兵。在高欢属下于广阿破爾朱兆，平定鄴城，薛孤延以功進爵为公，转任大都督。532年，韓陵之战大破爾朱氏，加位金紫光禄大夫。533年，在赤谼岭追击爾朱兆，担任第一領民酋長。
534年，東魏建国，薛孤延任显州刺史，加車騎将軍。537年，在高欢属下攻打西魏。竇泰在蒲津失利，高欢決定撤退。薛孤延殿后，且战且退，一天砍折十五口刀。回师后，转任梁州刺史。542年，参加玉壁之战，转任恒州刺史。543年，参加邙山之战，击破宇文泰，進爵为县公。544年，在高欢属下击破山胡。546年，在玉壁攻打西魏。入朝为左卫将军，改封平秦郡公。
薛孤延为左廂大都督，与東魏諸軍攻打潁州。监督建造土山，因为酒醉，被西魏軍所袭据。平定潁州，諸将回到鄴城，宴会華林園。高澄在薛孤延階下坐着，羞辱皇帝魏孝静帝。後兼領軍将軍，出任滄州刺史，別封温县男。550年，北齐建国，別封都昌县公。551年，担任太子太保，转任太子太傅。557年，担任肆州刺史，加開府儀同三司。食邑洛陽郡，后来改食邑河間郡。

## 特徵
薛孤延嗜酒，多昏醉。為人勇猛，大軍出兵，常為先鋒，故與潘樂、韓軌等同列。曾隨高歡閱馬於北牧，道逢暴雨，大雷震地。前有浮圖一所，高歡令薛孤延前去視察。薛孤延乃馳馬按槊向前，未至三十步，雷電霹地，薛孤延一聲怒喝，繞浮圖一圈而回。因雷火燒面，眉鬢及馬鬃尾都被燒焦了。高歡贊曰：“薛孤延乃能與霹靂鬥！”

## 延伸阅读
[在维基数据编辑]
 《北齊書/卷19》，出自李百药《北齊書》
 《北史·卷053》，出自李延壽《北史》